# Jardín de la victoria

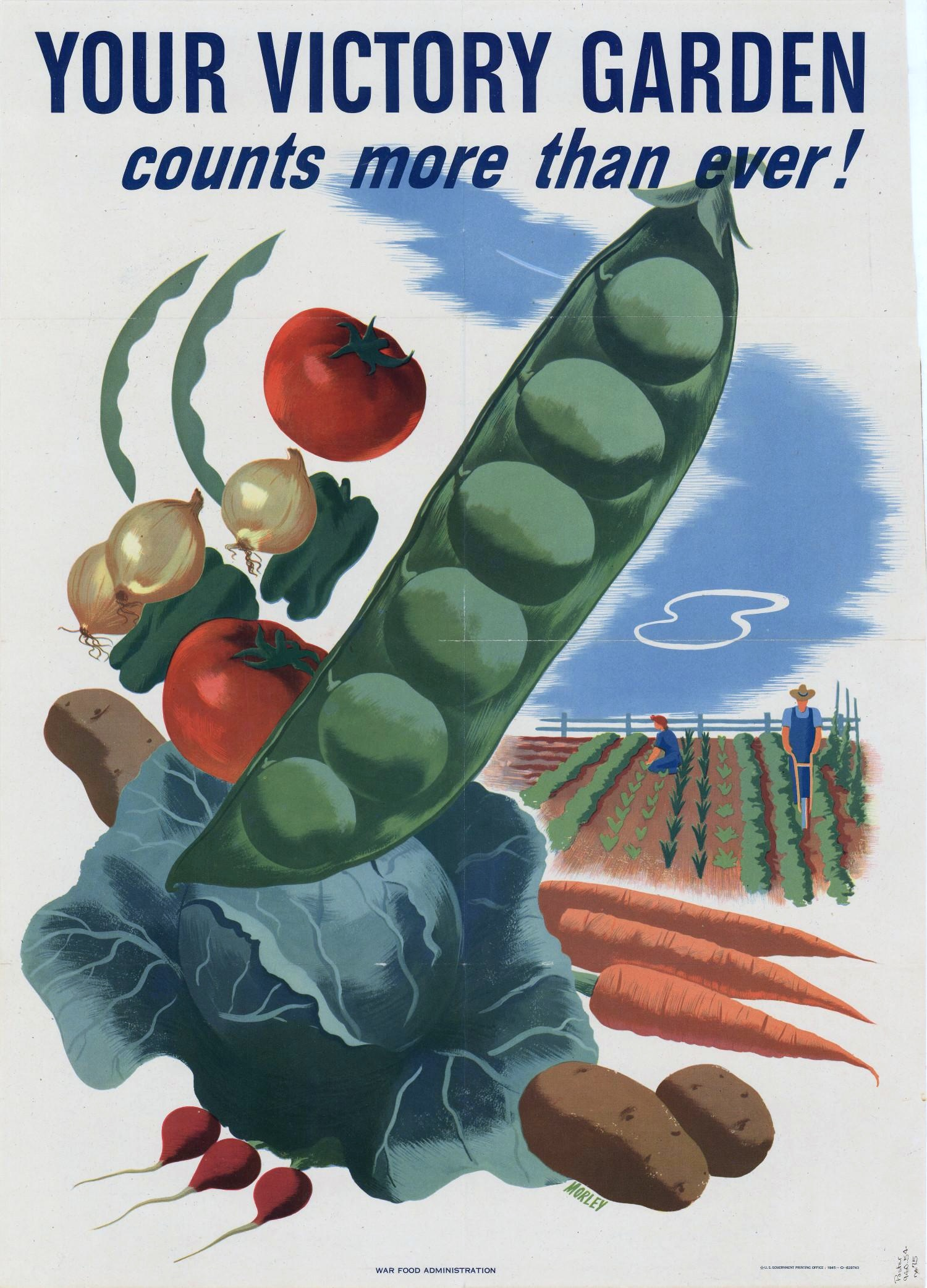
Afiche de la Segunda Guerra Mundial promoviendo los jardines de la victoria.

Los Jardines de la victoria, también llamados jardines de la guerra o jardines de alimentos para la defensa, fueron jardines de vegetales, frutas y hierbas plantados en residencias privadas en Estados Unidos, Canadá, y el Reino Unido durante la Primera Guerra Mundial y Segunda Guerra Mundial para reducir la presión que ejercía el esfuerzo de la guerra en el suministro de comida para la población. Además de ayudar en forma indirecta al esfuerzo para la guerra, también eran considerados un "potenciador de la moral" civil— en cuanto a que los jardineros podían sentirse útiles mediante su contribución y reconocidos por los productos que aportaban.

## Antecedentes
Las comidas enlatadas fueron racionadas en forma sistemática en Norteamérica, pero la campaña de afiches ("Plante más en el  '44!") que promovía plantar un Jardín de la Victoria fue seguida por casi 20 millones de hogares. Estos jardines producían casi un 40 por ciento de todo el consumo de vegetales de la nación. En forma ideal, si las casas podían autoabastecerse con su producción  de papas y zanahorias, la producción industrial de papas y zanahorias quedaba disponible a bajo precio para que el Departamento de Guerra la pudiera comprar (ahorrando fondos que se podían usar en construir bombarderos y tanques) y enviarla al extranjero para alimentar a las tropas, al respecto un afiche decía : "Nuestra comida está luchando". 